# Tiout
Tiout (Arabisch: بلدية تيوت) is een gemeente in de provincie Naama, Algerije. De naam Tiout komt uit het Berbers en betekent bronnen. 

## Galerij

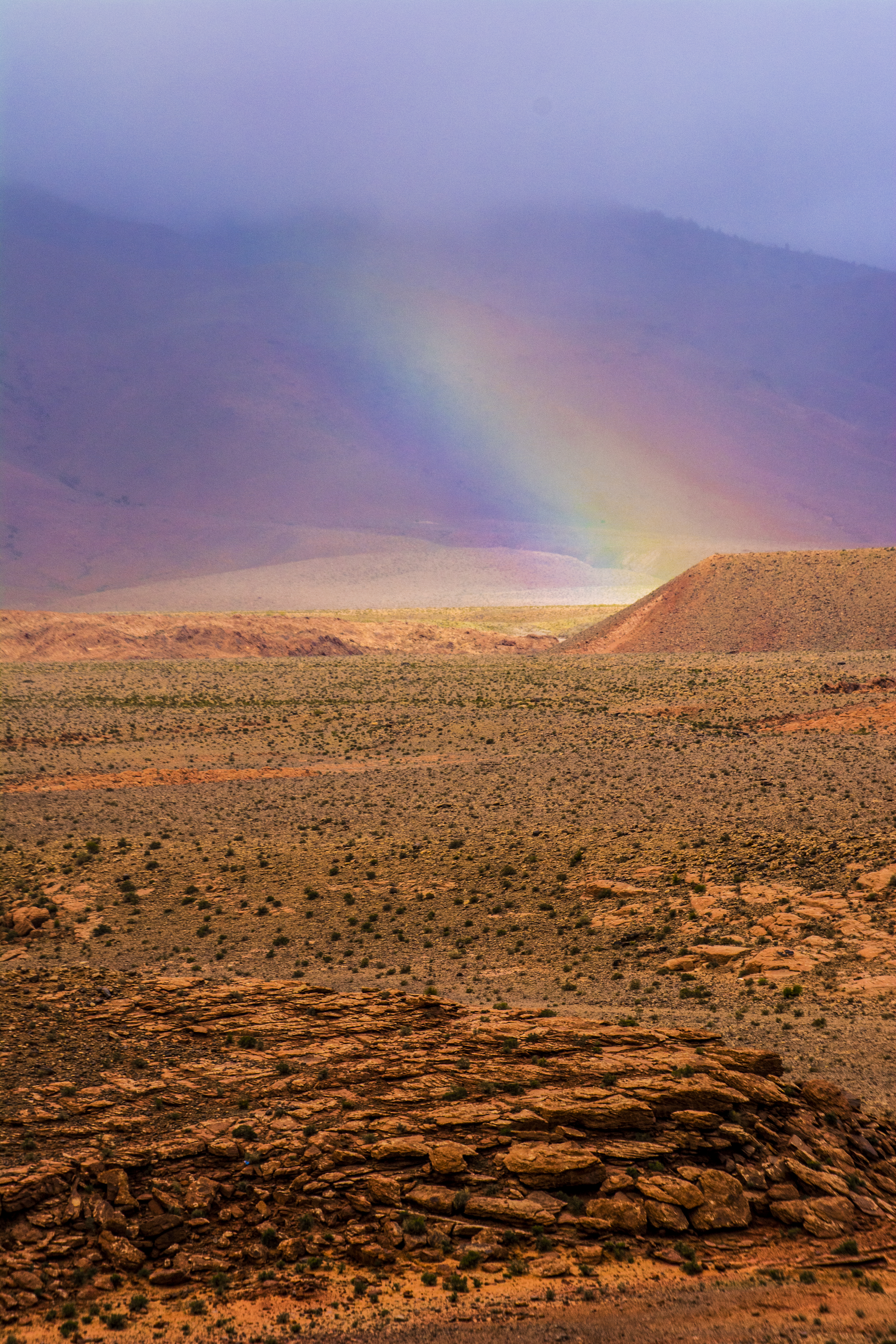